# ISEL Magazine
ISEL Magazine werd opgericht in mei 2004 door Ilse Adam en Peter Cooreman. Het magazine verschijnt 2-maandelijks en brengt portretten van voornamelijk Belgische kunstenaars. Zowel kunstenaars actief in de beeldende kunst als mode, vormgeving, architectuur, culinair, als andere komen aanbod.
ISEL Magazine was tweetalig (Nederlands en Frans) en had een oplage van 10.000 exemplaren.